# Willenhall
La ville de Willenhall, dans le comté des Midlands de l'Ouest (historiquement dans le comté de Staffordshire), se situe à mi-chemin entre Walsall et Wolverhampton dans le Nord du Black Country et fait partie du district métropolitain de Walsall, à la suite de la réorganisation des collectivités locales de 1966.

## Histoire
La première mention de la colonie de Willenhall date du VIIIe siècle lorsque le traité a été signé par le roi Æthelbald de Mercie. Willenhall est alors dénommé Willenhalch qui en anglo-saxon signifie « la prairie de Willan ». Willenhall est mentionné dans le Domesday Book (1086) comme un hameau, et il l'est resté jusqu'à l'industrialisation du XVIIIe siècle.

## Démographie
Au recensement de 2001, sa population est approximativement de 40 000 habitants.

## Économie
Willenhall a eu de nombreuses industries, et est surtout connue pour la fabrication des serrures.

## Jumelage
- Drancy (France)